# Strefa brzegowa
Strefa brzegowa – nieprecyzyjne określenie obszaru, który obejmuje brzeg morski i przyległe do niego części lądu i morza, gdzie wyraźnie zaznacza się wzajemne oddziaływanie na siebie tych środowisk.
Częścią strefy brzegowej jest m.in. nadbrzeże.